# Ладинська сільська рада (Чернігівський район)
Ла́динська сільська́ ра́да — орган місцевого самоврядування у Чернігівському районі Чернігівської області. Адміністративний центр — село Ладинка.

## Загальні відомості
Ладинська сільська рада утворена в 1923 році.
- Територія ради: 65,44 км²
- Населення ради: 809 осіб (станом на 2001 рік)

## Населені пункти
Сільській раді підпорядковані населені пункти:
- с. Ладинка
- с. Друцьке

## Склад ради
Рада складається з 14 депутатів та голови.
- Голова ради: Хоменко Олена Володимирівна
- Секретар ради: Губар Ганна Олександрівна

### Керівний склад попередніх скликань
| ПІБ                         | Основні відомості                                                 | Дата обрання | Дата звільнення |
| --------------------------- | ----------------------------------------------------------------- | ------------ | --------------- |
| Моргун Михайло Павлович     | Сільський голова, 1948 року народження, безпартійний              | 26.03.2006   | 25.12.2008      |
| Рева Володимир Петрович     | Сільський голова, 1958 року народження, член Народної партії      | 03.05.2009   | 31.10.2010      |
| Хоменко Олена Володимирівна | Сільський голова, 1984 року народження, освіта вища, позапартійна | 31.10.2010   |                 |

Примітка: таблиця складена за даними джерела

### Депутати
За результатами місцевих виборів 2010 року депутатами ради стали:

#### За суб'єктами висування
| Суб'єкт висування | Кількість обраних депутатів | %    |
| ----------------- | --------------------------- | ---- |
| Самовисування     | 9                           | 64,3 |
| Партія регіонів   | 5                           | 35,7 |

#### За округами
| № округу        | Прізвище, ім'я, по батькові    | Дата визнання обраним | Освіта             | Партійна приналежність                        | Відомості про обраного депутата                            |
| --------------- | ------------------------------ | --------------------- | ------------------ | --------------------------------------------- | ---------------------------------------------------------- |
| Партія регіонів |                                |                       |                    |                                               |                                                            |
| 1               | Пупій Ольга Миколаївна         | 04.11.2010            | вища               | член Партії регіонів                          | Ладинська загальноосвітня школа, вчитель математики        |
| 2               | Пупій Микола Григорович        | 04.11.2010            | середня спеціальна | член Партії регіонів                          | база відпочинку «Лада», сторож                             |
| 3               | Улізьмо Михайло Федорович      | 04.11.2010            | середня            | член Партії регіонів                          | база відпочинку Київського ЗАО «Транспортник», директор    |
| 4               | Костюченко Ніна Миколаївна     | 04.11.2010            | середня спеціальна | член Партії регіонів                          | Латинський фельдшерсько-акушерський пункт, фельдшер        |
| 14              | Рябченко Прасковія Петрівна    | 04.11.2010            | вища               | член Партії регіонів                          | Латинська загальноосвітня школа, вчитель початкових класів |
| Самовисування   |                                |                       |                    |                                               |                                                            |
| 5               | Губар Ганна Олександрівна      | 04.11.2010            | середня спеціальна | позапартійна                                  | Латинська сільська рада, секретар                          |
| 6               | Третяк Світлана Володимирівна  | 04.11.2010            | середня спеціальна | позапартійна                                  | санаторій «Десна», бухгалтер                               |
| 7               | Свириденко Надія Василівна     | 04.11.2010            | вища               | член Єдиного Центру                           | Латинська сільська рада, бухгалтер                         |
| 8               | Рева Людмила Григорівна        | 04.11.2010            | середня спеціальна | член Всеукраїнського об'єднання «Батьківщина» | ТОВ «Аеробіоз», завідувачка зерноскладу                    |
| 9               | Тур Олег Петрович              | 04.11.2010            | середня            | позапартійний                                 | база відпочинку ЧД УДППЗ «Укрпошта», директор              |
| 10              | Пашко Марія Григорівна         | 04.11.2010            | середня спеціальна | позапартійна                                  | санаторій «Десна», офіціант                                |
| 11              | Вергун Оксана Валентинівна     | 04.11.2010            | середня спеціальна | позапартійна                                  | санаторій «Десна», медична сестра                          |
| 12              | Васильонок Вадим Володимирович | 04.11.2010            | середня            | позапартійний                                 | ТОВ «Аеробіоз», механізатор                                |
| 13              | Рябченко Тетяна Михайлівна     | 04.11.2010            | середня спеціальна | позапартійна                                  | пенсіонер                                                  |